# 공중발사통제시스템
공중발사통제시스템(Airborne Launch Control System, ALCS)은 ICBM을 비행기에서 발사 명령하는 시스템이다.

## 개요
1960년대 중반, 미국의 민간 및 군 지도부는 소련의 참수 공격 가능성에 대해 우려했다. 소련이 전략공군사령부의 핵 부대에 대한 지상 기반 통신 링크를 파괴하는 경우에 대비했다.
통신 문제에 대한 한 가지 해결책은 무선 장비를 항공기에 탑재하여 미국 상공을 비행하고 라디오 방송을 사용하여 정보를 전달할 수 있도록 하는 것이었다.
ERCS와 같은 다른 통신 방법과 비교하여, ALCS에만 추가된 주요 특징은, 비행기 승무원에게 지하의 ICBM 발사 통제 센터 승무원과 동일한 수준의 ICBM 발사 시설 접근 권한을 부여한다는 점이다.
지하의 ICBM 발사 통제 센터에는 ALCS의 핵공격 명령을 수신하는 UHF 수신기가 설치되어 있다. 따라서, 소련이 ICBM 발사 통제 센터와 전략공군사령부의 유선 케이블 시스템을 파괴하더라도, 미국의 보복 핵공격을 막지 못한다.